# Eau Claire (Wisconsin)
Eau Claire è un comune degli Stati Uniti d'America, capoluogo della contea omonima nello Stato del Wisconsin.
In base al censimento del 2000, Eau Claire aveva una popolazione di 61.704, passata a 63.297 secondo una stima del 2006.

## Origine del nome
"Eau Claire" è la forma singolare del nome originale francese, "Eaux Claires", che significa "acqua chiara", dal fiume Eau Claire. Secondo la leggenda locale, il fiume è stato chiamato così perché i primi esploratori francesi viaggiato attraverso la pioggia infangato fiume Chippewa, passò il fiume Eau Claire, hanno esclamato con entusiasmo, "Voici l'Eau Claire! ("Qui [è] l'acqua chiara!"), il motto della città, che appare sul sigillo della città.